# Sächsisch-karolingische Siedlung von Liebenau

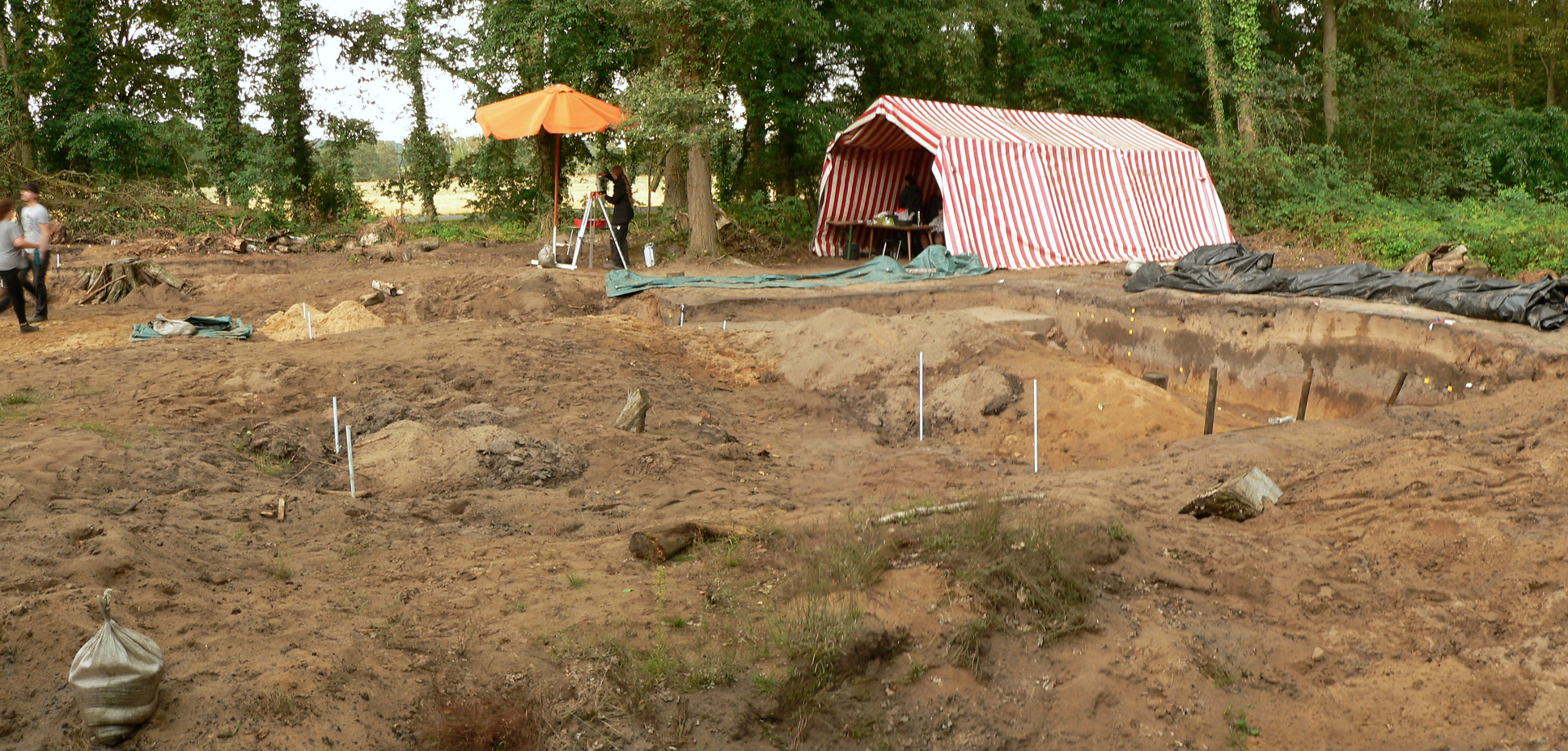
Ausgrabungsareal der Sächsisch-karolingischen Siedlung von Liebenau (August 2019)

Bei der Sächsisch-karolingischen Siedlung von Liebenau handelt es sich um eine im 8. und 9. Jahrhundert bestehende Siedlung im heutigen Liebenau in Niedersachsen. Die seit 2015 anhaltende Ausgrabung des Areals liefert Erkenntnisse zu sächsischen Siedlungen in karolingischer Zeit im  Mittelwesergebiet.

## Lage
Die frühere Siedlungsstelle liegt am südlichen Ortsrand von Liebenau auf einer in West-Ost-Richtung verlaufenen Binnendüne zwischen der Weser und der Großen Aue. Der Siedlungsplatz wurde zu einem unbekannten Zeitpunkt aufgegeben. Sandüberwehungen konservierten seine Bodenreste und einstigen Laufhorizonte. Da das heute bewaldete Gelände nie intensiv landwirtschaftlich genutzt wurde, bestanden für die Siedlungsreste gute Erhaltungsbedingungen.
Nach dem Zweiten Weltkrieg wurde die Düne zur Sandgewinnung allmählich abgetragen. Da beim Sandabbau Keramik-, Knochen- und Schlackefunde zutage traten, wurde 1971 eine Sondagegrabung auf dem Areal durchgeführt. Sie erfolgte im Zuge der Ausgrabungen des etwa zwei Kilometer westlich liegenden Altsächsischen Gräberfeldes Liebenau. Anschließend wurde der Sandabbau beendet und das Gelände unter Denkmalschutz gestellt.

## Ausgrabungen
Bei der Sondagegrabung von 1971 und einer weiteren Grabung von 1973 wurden drei nahe nebeneinander stehende Grubenhäuser entdeckt. Bei der Grabung geborgene Fundstücke waren eine Scheibenfibel, ein Kamm, ein Messer, ein Schlüssel, Spinnwirtel, Webgewichte und Schalen von Süßwassermuscheln. Eine Abfallgrube war mit Eisenschlacken verfüllt. Mit 350 Gefäßscherben war das keramische Fundaufkommen hoch.
2015 kam es zu einer dreiwöchigen Lehrgrabung des  Seminars für Ur- und Frühgeschichte der Universität Göttingen mit ehrenamtlichen Grabungshelfern im Rahmen des Projektes „ehrenWERT“ der Klosterkammer Hannover. Die Ausgrabung erfolgte unter der Leitung des Archäologen Tobias Scholz in Kooperation mit der Kommunalarchäologie der Schaumburger Landschaft und Kommunalbehörden. Dabei wurden Pfostenstellungen von Gebäuden sowie Vorrats- und Abfallgruben gefunden. Dokumentierte Spuren von Wagenrädern deuteten auf einen einstigen Verkehrsweg hin. Zu den Funden gehörten Keramikfragmente, Metallschlacken, Brandlehm, Muschelschalen und Spinnwirtel. Durch eine Glasperle, eine Messerklinge, eine Pfeilspitze und eine kissenförmigen Rechteckfibel erfolgte die Datierung der Fundstelle in das späte 8. und frühe 9. Jahrhundert. Die Funde von Keramikscherben aus dem 8. und 9. Jahrhundert belaufen sich auf über 10.000 Stücke.
Weitere Ausgrabungen auf dem früheren Siedlungsareal fanden in den Jahren 2017, 2018 und 2019 durch die Universität Göttingen in Zusammenarbeit mit dem Verein RAUZWI – Lebendige Archäologie Mittelweser statt. Bei der Ausgrabung im Jahr 2018 wurde die Pfostenreihe eines Langhauses freigelegt. 2019 fanden sich 160 kg an Schlacken und 60 kg an Metallobjekten.
Grabungshelfer, die im Jahr 2015 an der Ausgrabung teilgenommen hatten, gründeten 2016 den Verein RAUZWI – Lebendige Archäologie Mittelweser. 2022 eröffnete der Verein in Liebenau eine Ausstellung  zur Siedlung unter dem Titel „Auf Sand gebaut - Von Sand begraben“.

## Bewertung
Die Bewohner des weilerartigen Siedlungsplatzes, deren Anzahl zwischen 30 und 100 geschätzt wird, waren Ackerbauern, Viehzüchter und Fischer. Sie nutzten die nahen Flüsse zum Fischfang sowie zum Sammeln essbarer Muscheln. Auch betrieben sie Eisenverarbeitung. Der für die Fundstelle zuständige Kommunalarchäologe der Schaumburger Landschaft Daniel Lau sieht in der Siedlung einen Handelsposten.